# خان اوول
خان اوول (به لاتین: Khan Uul) یک منطقهٔ مسکونی در مغولستان است که در اولان‌باتور واقع شده‌است. خان اوول ۹۸٬۸۱۵ نفر جمعیت دارد.